# Clodogame
Clodogame est la version française d'un jeu vidéo de simulation de vie accessible par internet lancé en juillet 2009 par la société Farbflut Entertainment.
Créé en 2007 en version allemande sous le nom de Pennergame, le jeu existe également dans des versions anglaise (Dossergame), polonaise (Menelgame), et espagnole (Mendigogame) et devrait être étendue à la Turquie, la Russie et les États-Unis.
La société Farbflut Entertainment, propriétaire de Clodogame, revendique 160 000 joueurs francophones en 2013 et 2,2 millions de joueurs sur l'ensemble de ses versions européennes.

## Principes et objectifs du jeu
Ce jeu de stratégie propose au joueur de rentrer dans la peau d'un SDF en le faisant survivre dans les rues de Paris ou de Marseille. Il va donc développer son personnage virtuel et, depuis les trottoirs parisiens, essayer de le faire accéder au rang de châtelain.
Il existe des astuces et de nombreux cheats pour y arriver: améliorer ses compétences, collecter des tickets de métro, revendre ses diverses trouvailles, attaquer d'autres sans-logis, apprendre à jouer d'un instrument de musique, s'acheter des animaux de compagnie etc.
Sur le principe des jeux de stratégie, les joueurs peuvent s'allier en communauté et créer des bandes leur permettant de dominer un arrondissement.

## La polémique
Tout comme Grand Theft Auto III, lancé en octobre 2001, le jeu Clodogame suscite une polémique à la suite d'un article de presse du journal  le Parisien et à un reportage télé-diffusé par la chaîne France 2.
De nombreux membres de la classe politique se sont élevés contre ce jeu. Le gouvernement français, par la voix de Benoist Apparu, secrétaire d'État chargé du Logement et de l'Urbanisme, a fermement condamné ce jeu et l'exploitation qui en est faite.